# Yucuhillo
Yucuhillo är en ort i Mexiko.   Den ligger i kommunen Heroica Ciudad de Tlaxiaco och delstaten Oaxaca, i den sydöstra delen av landet, 290 km sydost om huvudstaden Mexico City. Yucuhillo ligger 2 480 meter över havet och antalet invånare är 338.
Terrängen runt Yucuhillo är kuperad åt nordost, men åt sydväst är den bergig. Runt Yucuhillo är det ganska glesbefolkat, med 43 invånare per kvadratkilometer. Närmaste större samhälle är Heroica Ciudad de Tlaxiaco, 16,6 km nordost om Yucuhillo. I omgivningarna runt Yucuhillo växer huvudsakligen savannskog.